# Arrondissement d'Oloron-Sainte-Marie
L'arrondissement d'Oloron-Sainte-Marie est une division administrative française, située dans le département des Pyrénées-Atlantiques, en région Nouvelle-Aquitaine.

## Histoire
L'arrondissement d'Oloron-Sainte-Marie a été créé en 1800, en même temps que ceux de Bayonne, de Pau, de Mauléon et d’Orthez. Ces deux derniers sont supprimés en 1926 et les communes réparties sur les trois arrondissements restants. En 2015, à la suite du redécoupage cantonal de 2014, alors qu'auparavant toutes les communes d'un même canton étaient intégralement incluses à l'intérieur d'un seul arrondissement, plusieurs cantons se trouvent répartis sur deux arrondissements.
La réorganisation de décembre 2016 est effectuée pour mieux intégrer les récentes modifications des intercommunalités et faire coïncider les arrondissements aux circonscriptions législatives.
Les communes d'Abos, Aubertin, Cardesse, Cuqueron, Lacommande, Lahourcade, Lucq-de-Béarn, Monein, Parbayse, Pardies et Tarsacq sont alors retirées de l'arrondissement d'Oloron-Sainte-Marie pour être ajoutées à celui de Pau. Parallèlement, les communes d'Auterrive, Bérenx, Carresse-Cassaber, Castagnède, Escos, Labastide-Villefranche, Lahontan, Léren, Saint-Dos, Saint-Pé-de-Léren et Salies-de-Béarn, précédemment dans l'arrondissement de Pau, sont adjointes à l'arrondissement d’Oloron-Sainte-Marie. De même, Gestas est ajoutée à l'arrondissement d'Oloron-Sainte-Marie, alors qu’elle appartenait auparavant à celui de Bayonne.

## Composition

### Composition avant 2015
- canton d'Accous
- canton d'Aramits
- canton d'Arudy
- canton de Laruns
- canton de Lasseube
- canton de Mauléon-Licharre
- canton de Monein
- canton de Navarrenx
- canton d'Oloron-Sainte-Marie-Est
- canton d'Oloron-Sainte-Marie-Ouest
- canton de Sauveterre-de-Béarn
- canton de Tardets-Sorholus

### Découpage communal depuis 2015
Depuis 2015, le nombre de communes des arrondissements varie chaque année soit du fait du redécoupage cantonal de 2014 qui a conduit à l'ajustement de périmètres de certains arrondissements, soit à la suite de la création de communes nouvelles.
Du 30 décembre 2016 au 31 décembre 2016, l'arrondissement d'Oloron-Sainte-Marie groupe 156 communes. Le 1er janvier 2017 est créée la commune nouvelle Ance Féas ; elle regroupe les communes d'Ance et de Féas, qui deviennent des communes déléguées. L'arrondissement compte depuis lors 155 communes.
Au 1er janvier 2024, l'arrondissement groupe les 155 communes suivantes :
1. Abitain
2. Accous
3. Agnos
4. Ainharp
5. Alçay-Alçabéhéty-Sunharette
6. Alos-Sibas-Abense
7. Ance Féas
8. Andrein
9. Angous
10. Aramits
11. Araujuzon
12. Araux
13. Aren
14. Arette
15. Arrast-Larrebieu
16. Arudy
17. Asasp-Arros
18. Aste-Béon
19. Athos-Aspis
20. Audaux
21. Aussurucq
22. Auterrive
23. Autevielle-Saint-Martin-Bideren
24. Aydius
25. Barcus
26. Barraute-Camu
27. Bastanès
28. Bedous
29. Béost
30. Bérenx
31. Berrogain-Laruns
32. Bescat
33. Bidos
34. Bielle
35. Bilhères
36. Borce
37. Bugnein
38. Burgaronne
39. Buziet
40. Buzy
41. Camou-Cihigue
42. Carresse-Cassaber
43. Castagnède
44. Castet
45. Castetbon
46. Castetnau-Camblong
47. Cette-Eygun
48. Charre
49. Charritte-de-Bas
50. Chéraute
51. Dognen
52. Eaux-Bonnes
53. Escos
54. Escot
55. Escou
56. Escout
57. Espès-Undurein
58. Espiute
59. Esquiule
60. Estialescq
61. Estos
62. Etchebar
63. Etsaut
64. Eysus
65. Garindein
66. Gère-Bélesten
67. Géronce
68. Gestas
69. Geüs-d'Oloron
70. Goès
71. Gotein-Libarrenx
72. Guinarthe-Parenties
73. Gurmençon
74. Gurs
75. Haux
76. Herrère
77. L'Hôpital-d'Orion
78. L'Hôpital-Saint-Blaise
79. Idaux-Mendy
80. Issor
81. Izeste
82. Jasses
83. Laàs
84. Labastide-Villefranche
85. Lacarry-Arhan-Charritte-de-Haut
86. Laguinge-Restoue
87. Lahontan
88. Lanne-en-Barétous
89. Larrau
90. Laruns
91. Lasseube
92. Lasseubetat
93. Lay-Lamidou
94. Ledeuix
95. Lées-Athas
96. Léren
97. Lescun
98. Lichans-Sunhar
99. Lichos
100. Licq-Athérey
101. Lourdios-Ichère
102. Louvie-Juzon
103. Louvie-Soubiron
104. Lurbe-Saint-Christau
105. Lys
106. Mauléon-Licharre
107. Menditte
108. Méritein
109. Moncayolle-Larrory-Mendibieu
110. Montfort
111. Montory
112. Moumour
113. Musculdy
114. Nabas
115. Narp
116. Navarrenx
117. Ogenne-Camptort
118. Ogeu-les-Bains
119. Oloron-Sainte-Marie
120. Oraàs
121. Ordiarp
122. Orin
123. Orion
124. Orriule
125. Ossas-Suhare
126. Osse-en-Aspe
127. Ossenx
128. Poey-d'Oloron
129. Préchacq-Josbaig
130. Préchacq-Navarrenx
131. Précilhon
132. Rébénacq
133. Rivehaute
134. Roquiague
135. Sainte-Colome
136. Saint-Dos
137. Sainte-Engrâce
138. Saint-Gladie-Arrive-Munein
139. Saint-Goin
140. Saint-Pé-de-Léren
141. Salies-de-Béarn
142. Sarrance
143. Saucède
144. Sauguis-Saint-Étienne
145. Sauveterre-de-Béarn
146. Sévignacq-Meyracq
147. Sus
148. Susmiou
149. Tabaille-Usquain
150. Tardets-Sorholus
151. Trois-Villes
152. Urdos
153. Verdets
154. Viellenave-de-Navarrenx
155. Viodos-Abense-de-Bas

## Démographie
En 2022, l'arrondissement comptait 71 846 habitants.
| 1968   | 1975   | 1982   | 1990   | 1999   | 2006   | 2011   | 2016   | 2021   |
| ------ | ------ | ------ | ------ | ------ | ------ | ------ | ------ | ------ |
| 77 545 | 76 784 | 75 565 | 74 447 | 73 117 | 73 692 | 74 804 | 72 504 | 71 686 |

| 2022   | - | - | - | - | - | - | - | - |
| ------ | - | - | - | - | - | - | - | - |
| 71 846 | - | - | - | - | - | - | - | - |

## Administration
| Période       | Période       | Identité               | Fonction précédente                                  | Observation |
| ------------- | ------------- | ---------------------- | ---------------------------------------------------- | ----------- |
| 1989          | 1991          | MICHEL CHAMPON         | sous préfet directeur de cabinet du Préfet de l ORNE |             |
| 1980          | 1982          | Régis Guyot            |                                                      |             |
| novembre 1991 | janvier 1995  | Francis Gimazane       |                                                      |             |
| janvier 1995  | décembre 1998 | Jean Cazenave-Lacrouts |                                                      |             |
| janvier 1995  | février 2001  | Martin Jaeger          |                                                      |             |
| mars 2001     | août 2004     | Patrick Bremener       |                                                      |             |
| août 2004     | mai 2006      | Claude Gobin           |                                                      |             |
| mai 2006      | juillet 2008  | Jean-Luc Tronco        |                                                      |             |
| octobre 2008  | février 2011  | Philippe Jamet         |                                                      |             |
| avril 2011    | juillet 2013  | Jean-Michel Delvert    |                                                      |             |
| août 2013     | mars 2021     | Samuel Bouju           |                                                      |             |
| mars 2021     | En cours      | Anna Nguyen            |                                                      |             |